# Черемных, Георгий Иванович
Георгий Иванович Черемных (1888, с. Таргентуй, Забайкальская область — 8 декабря 1937) — работник народного просвещения, краевед, экономист, редактор Сибирской советской энциклопедии.

## Биография
Родился в 1888 году в селе Таргентуй Забайкальской области. В 1916 году окончил Московский коммерческий институт. Был экономистом и бухгалтером на строительстве Киево-Дарницкого участка железной дороги.
С наступлением Февральской революции занимал должность председателя Дарницкой уездной земской управы, с 1919 года — Дарницкого ревкома, после чего работал заместителем председателя уездного исполкома.
В ноябре 1920 года приехал в Сибирь. Заведовал подотделом исследования Сибири в СибОНО; в апреле 1921 года назначен заведующим Сибпрофобром, в сентябре 1922 — первым заместителем заведующего СибОНО. Позднее трудился инспектором в научных учреждениях.
В 1925 году участвовал в создании Общества изучения Сибири и её производительных сил, был членом его бюро, а потом и председателем правления. Занимался активизацией работы ОИС, участвовал в организации экспедиций Общества. Состоял в Центральном президиуме Всесоюзной ассоциации работников науки и техники по содействию социалистическому строительству и председательствовал в его Сибирском краевом отделении.
В октябре 1926 года стал наиболее активным сотрудником в президиуме редакции Сибирской советской энциклопедии (ССЭ), занимался организацией авторского коллектива, редактировал науковедческий и экономический разделы.
Внёс вклад в создание Сибирского института народного хозяйства, который открылся в ноябре 1929 года; был заместителем директора вуза, доцентом, лектором по экономической географии.
В феврале 1933 года в составе коллектива ССЭ взят под арест ОГПУ, обвинён в планировании «белогвардейского заговора» и приговорён к десятилетнему сроку исправительно-трудовых лагерей. Был выслан вместе с П. К. Казариновым в Соловецкий лагерь особого назначения.
После приговора тройкой НКВД к высшей мере наказания расстрелян. Впоследствии реабилитирован.

## Публикации
- Народное просвещение в Сибири // Жизнь Сибири. 1922. № 3;
- К вопросу научно-исследовательского съезда // Просвещение Сибири. 1926. № 11;
- Научно-исследовательская деятельность в Сибири к десятилетию Октябрьской революции // Сибирские огни. 1927. № 6;
- Первый Сибирский краевой научно-исследовательский съезд // Жизнь Сибири. 1927. № 1;
- Состояние музейного дела в Сибирском крае // Жизнь Сибири. 1928. № 9/10 (соавт);
- На фронте борьбы за кадры // Просвещение Сибири. 1930. № 1.[1]